# Cathédrale-basilique du Sacré-Cœur de Newark
Pour les articles homonymes, voir Basilique du Sacré-Cœur.
La cathédrale-basilique du Sacré-Cœur de Newark est la cathédrale de l'archidiocèse de Newark. Elle est située aux États-Unis dans l'État du New Jersey, dans la ville de Newark. La cathédrale est devenue une basilique mineure, c'est-à-dire une église d'importance particulière distinguée par le pape. C'est Jean-Paul II qui lui a donné ce statut lors de sa visite en octobre 1995.

## Historique
Elle a été construite de 1898 à 1954. L'extérieur, fait de calcaire et de granit du Vermont, a été achevé en 1929, mais les travaux intérieurs ont été interrompus la même année, alors que la Grande Dépression puis la Seconde Guerre mondiale touchaient les États-Unis.
Son style a été inspiré des cathédrales gothiques françaises. Le bâtiment incorpore différents types de marbre, du chêne des Appalaches et tout un ensemble de vitraux fabriqués à la main à Munich en Allemagne, dont trois rosaces. Les architectes sont Isaac E. Ditmars, Jeremiah O'Rourke et Mr Waldron.
Elle a été classée monument historique en 1976 en étant ajoutée au Registre national des lieux historiques des États-Unis

## Dimensions
Les dimensions de l'édifice sont les suivantes :
- hauteur sous voûtes : 32,3 m ;
- longueur : 111,3 m ;
- hauteur des deux tours de la façade : 70,7 m ;
- hauteur de la flèche centrale du transept : 79,2 m ;
- largeur : 49,1 m.

Elle peut accueillir 2 000 personnes et est la cinquième plus grande cathédrale d'Amérique du Nord.